# Waylon
Вейлон (англ. Waylon), справжнє ім'я Віллем Бейкерк (нід. Willem Bijkerk; нар. 20 квітня 1980, Апелдорн)  — нідерландський співак. Його сценічне ім'я походить від імені його кумира Вейлона Дженнінгса.
У 2014 році представляв свою країну на Євробаченні 2014, що проходив в столиці Данії. Там він у складі гурту The Common Linnets посів друге місце.
28 травня 2014 року стало відомо, що співак покинув свій гурт.
9 листопада 2017 року біло оголошено, що Вейлон повернеться на конкурс як сольний виконавець і візьме участь у Євробаченні 2018 в Лісабоні.